# پیچیده (ترانه ریانا)
«پیچیده» (به انگلیسی: Complicated) ترانه‌ای از هنرمند اهل باربادوس ریانا است. این ترانه در آلبوم بلند قرار داشت.